# Chaperiopsis incognita
Chaperiopsis incognita är en mossdjursart som beskrevs av Gordon 1986. Chaperiopsis incognita ingår i släktet Chaperiopsis och familjen Chaperiidae. Inga underarter finns listade i Catalogue of Life.